# Rhenländare
Rhenländaren är en  hästras som utvecklades i Tyskland under 1970-talet från redan existerande tyngre inhemska arbetshästar. Målet var då att få fram en ridhäst som skulle passa vem som helst. Rhenländaren är en av ett tjugotal varmblodsraser som föds upp i Tyskland.

## Historia
De bästa av de tyska kallblodshästarna var en rhen-tysk, tung arbetshäst som var baserad på den belgiska Brabanten. Dessa hästar var mycket populära bland bönderna runt Rhen, i Westfalen och Sachsen. Men när mekaniseringen av jordbruken ökade så blev dessa hästar överflödiga och aveln upphörde. Rasen erkänns inte ens längre i Tyskland. Men den Rhenländska stamboken var fortfarande öppen och många uppfödare tog vara på de lättare exemplaren i hopp om att avla fram något nytt.
Under 1970-talet började man skapa ett program för att avla fram flexibla ridhästar till fritidsridning som var ett starkt växande intresse i Tyskland i och med att ridsporten fick mer uppmärksamhet i medierna. De nya lättare rhenländska hästarna korsades med hästar som hade åtminstone en förälder som var rhenländsk och den andra föräldern var Engelskt fullblod, Trakehnare eller Hannoveranare. Sedan början av 1990-talet har uppfödarna lagt vikten på att förbättra rasen ännu mer utan inblandning av annat blod.

## Egenskaper
Rhenländaren är en ganska alldaglig men vacker ridhäst. Halsen är ganska kort men smal och muskulös. Huvudet är känsligt och vackert och visar rasens lugna temperament. Rasen led förr av svag benstomme men detta har successivt avlats bort.
Rhenländarnas uppfödare har som mål att avla fram perfekta ridhästar och många menar att Rhenländaren passar precis vem som helst.